# Publius Cornelius Scipio Africanus (augur)
Publius Cornelius Scipio Africanus (i. e. 3–2. század fordulója) római történetíró.
Publius Cornelius Scipio Africanus Maior fia és Africanus minor örökbefogadó atyja volt. Augur tisztséget viselt. Sokat betegeskedő, de tudós férfiú volt, aki görög nyelven, annalisztikus formában elkészítette Róma történelmét, amely azóta elveszett.